# Rue des Barres
Pour les articles homonymes, voir Barres.
Ne pas confondre avec la rue des Barrés, ancien nom de la rue de l'Ave-Maria
La rue des Barres est une voie située dans le 4e arrondissement de Paris, en France.

## Situation et accès
La rue des Barres, d'une longueur de 130 mètres et de 10 mètres de largeur, est située dans le 4e arrondissement, quartier Saint-Gervais, sur le monceau Saint-Gervais et commence au 62, rue de l'Hôtel-de-Ville et finit au 14, rue François-Miron.
La rue des Barres est rejointe sur son côté est par la rue Grenier-sur-l'Eau entre les nos 12 et 14. La partie sud de la voie est composée d'escaliers.
Le quartier est desservi par la ligne 7 à la station Pont Marie, par la ligne 1 à la station Saint-Paul.
En 2023, le prix moyen du mètre carré s’y élève à 14 600 euros.

## Origine du nom
Elle doit son nom de l'hôtel des Barres qui y fut bâti vers 1250, et au lieu-dit « des Barres », qui était mentionné à partir de 1152 et où étaient situés des moulins sur la Seine.

## Historique

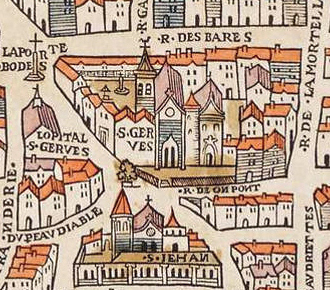
Rue des Barres (« R.DES BARES ») sur le plan de Truschet et Hoyau (vers 1550).

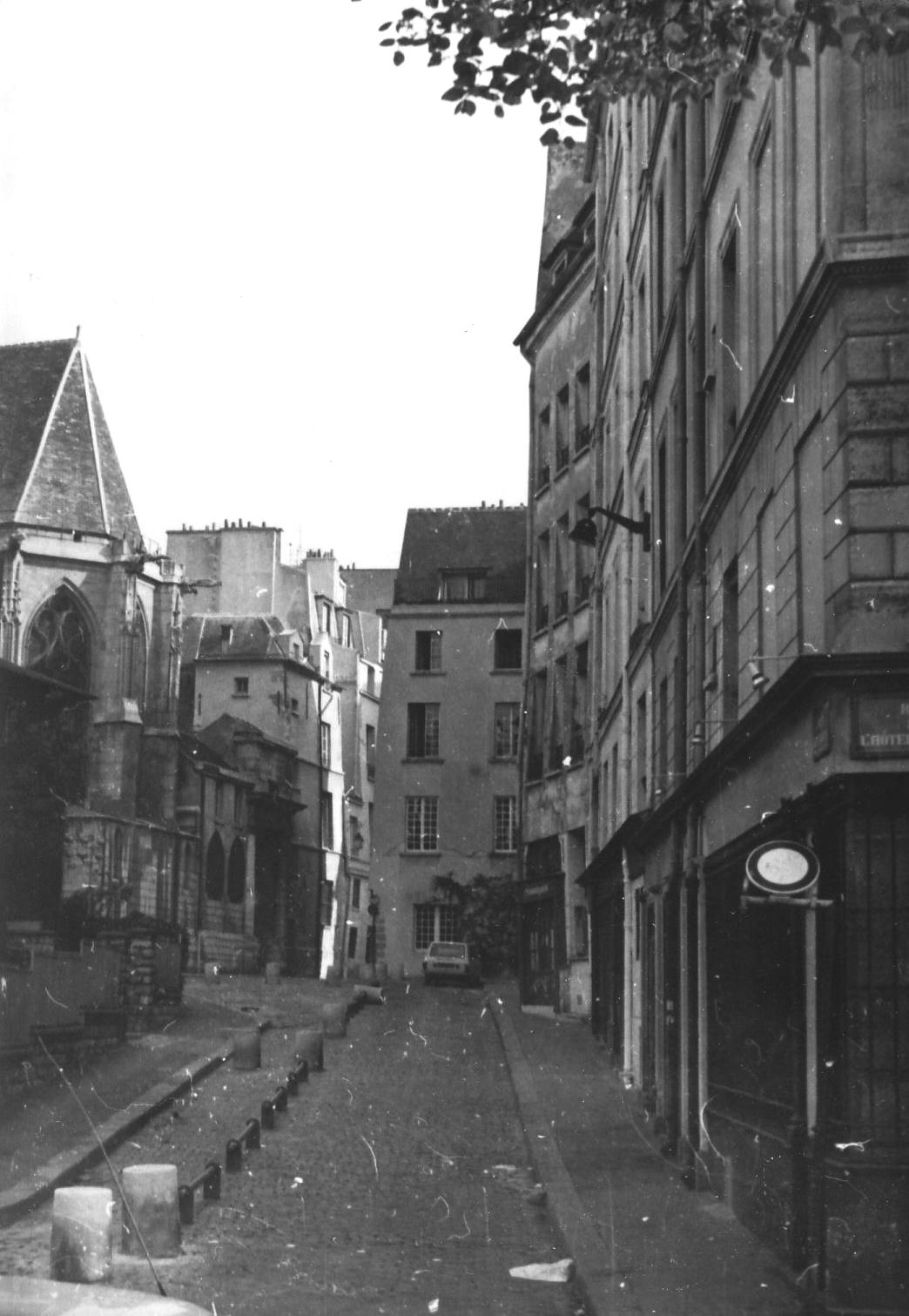
La rue des Barres en 1981.

En 1250, cette voie était appelée « ruelle aux Moulins-des-Barres », en raison des moulins situés sur la Seine à l'endroit, au lieu-dit, qu'on appelait « les Barres ».
Dans cette rue était situé l'hôtel des Barres, bâti en 1250, qui fut habité à la fin du XIVe siècle par Louis de Boisredon, amant en 1417 d'Isabeau de Bavière reine de France. Charles VI le fit arrêter et enfermer dans un sac puis jeter dans la Seine avec cette inscription sur le sac : « Laissez passer la justice du Roi. »
En 1293, elle porte le nom de « ruelle des Moulins-du-Temple », parce qu'alors ces moulins appartenaient aux Templiers.
Elle est citée dans Le Dit des rues de Paris, de Guillot de Paris, sous le nom de « rue Saint-Jehan-De-Grève ».
En 1362, on lui donne, dans un acte juridique passé sous le règne de Charles V, la dénomination de « rue qui-va-de-la-Seine-à-la-porte-Baudet ».
En 1386, on la nommait « rue du Chevet-Saint-Gervais », et parfois « rue des Barres ».
Au XVIe siècle, de la rue de la Mortellerie à la Seine elle était appelée « rue Malivaux ». Ce nom lui venait des moulins de Malivaux, placés sur le fleuve, vis-à-vis de cette rue.
Elle est répertoriée sur l'un des plans les plus anciens de Paris, le plan de Truschet et Hoyau de 1550, sur lequel elle apparaît sous le nom de « R.DES BARES » entre LAPORTE BODES et la R. DE. LAMORTELLERIE.
Elle est citée sous le nom de « rue des Barres » dans un manuscrit de 1636.
Au XVIIe siècle, dans toute sa longueur, elle porte le nom de « rue des Barres » ou « rue des Barrés ».
Au XIXe siècle, la rue des Barres, d'une longueur de 156 mètres, qui était située dans l'ancien 9e arrondissement, quartier de l'Hôtel-de-Ville commençait au 22, quai de la Grève et au 1, rue du Pont-Louis-Philippe et finissait au 6, place Baudoyer et au 2, rue Saint-Antoine.
Les numéros de la rue étaient noirs. Le dernier numéro impair était le no 17 et le dernier numéro pair était le no 36.
La rue est au centre du secteur ouest de la rénovation de l'îlot insalubre n° 16 dont la coordination est assurée par l'architecte Albert Laprade.
L'essentiel de la rénovation  autour de la rue des Barres effectuée de 1945 à 1971 est une opération de réhabilitation des immeubles anciens et de dégagement de leurs espaces arrière nommée « curetage ».
Albert Laprade remplace par un jardin les ateliers qui occupaient l'espace triangulaire de l'ancien cimetière Saint-Gervais entre l'église, l'immeuble des nos 2 au 12 de la rue François-Miron et des nos 15-17 rue des Barres et restaure cet immeuble. Les maisons des numéros  nos 2 à 10 de la rue en retrait qui dataient de l'ouverture de la rue du Pont-Louis-Philippe vers 1840  sont conservées.
Les maisons ̈entre l'église et la rue de l'Hôtel-de-Ville et celles au sud de l'église le long d'une voie étroite, le passage du Gantelet, sont également démolies. Les bâtiments détruits dans cet îlot sont remplacés par un jardin et une crèche.
Les maisons  démolies des nos 14 et 16 de la rue des Barres sont remplacées par deux immeubles construits en 1960 et en 1971 entourant le petit square Couperin. L'immeuble du no 14 est construit en léger retrait sur la rue du Grenier-sur-l'eau par rapport à la maison qu'il remplace ce qui a diminué l'étroitesse de l'accès de  cette rue sur la rue des Barres.

### Hôtel des Barres, hôtel Saint-Maur, hôtel de Charny
L'hôtel des Barres fut bâti vers 1250. En 1362, les moines de Saint-Maur l'achetèrent avec les moulins qui en dépendaient. On l'appela alors l'hôtel Saint-Maur.
Cet hôtel particulier fut habité plus tard par Louis de Boisredon, capitaine des gardes du corps de la reine et l'un des amants d'Isabeau de Bavière, femme de Charles VI. Allant un jour visiter la reine au château de Vincennes, ce gentilhomme rencontra le roi. Sans descendre de son cheval et sans en arrêter le pas, il se contenta de saluer le roi Charles VI. Le monarque, l'ayant reconnu, ordonna à Tanneguy Duchâtel, prévôt de Paris, de s'emparer de sa personne. Une nuit d'avril 1417, Louis de Boisredon fut mis à la question, enfermé dans un sac et jeté dans la Seine, avec ces mots sur son linceul « Laissez passer la justice du roi. ».
Cet hôtel particulier devint par la suite une propriété des seigneurs de Charny qui lui donnèrent leur nom ; il devint l'hôtel de Charny.
Au XVIIIe siècle, on y avait établi le bureau de l'administration générale des aides. Il servit pendant une partie de la révolution de justice de paix, et devint ensuite une maison particulière portant le no 4.
La plus grande partie de cet hôtel a été démolie pour livrer passage à la rue du Pont-Louis-Philippe.

### Couvent des Filles de la Croix
Une maison de ville des religieuses de l'abbaye de Maubuisson fut reconstruite en 1540 dans cette rue et louée aux religieuses, les Filles de la Croix, qui s'y établissent en 1664. Les religieuses du couvent des Filles de la Croix avaient mission de s'occuper de l'instruction religieuse des jeunes filles. En 1779, le prix de la pension s'élevait de 300 à 400 livres, somme très importante à l'époque. Cette communauté fut supprimée en 1790.
Devenue propriété nationale, elle fut vendue le 16 vendémiaire an IV (8 octobre 1795).

## Bâtiments remarquables et lieux de mémoire
La rue des Barres comporte les édifices remarquables suivants :
- Au débouché sur la Seine : emplacement des anciens port au Vin et port au Blé.
- no 2 et no 62, rue de l'Hôtel-de-Ville : immeuble du XIXe siècle conservant la devanture d'une ancienne boulangerie[6] ;
- nos 2 à 10 : emplacement de l'hôtel des Barres bâti en 1250, devenu hôtel de Charny au XVIIe siècle. C'était la demeure de Louis de Boisredon, amant, en 1417, d'Isabeau de Bavière. Les immeubles à cet emplacement, en recul par rapport à celui du no 12, ont été construits vers 1840 à la suite du percement de la rue du Pont-Louis-Philippe. Louis et Félix Lazare ont vécu à cette adresse jusqu’en 1826[7] ;
- no 11 : chevet de l'église Saint-Gervais-Saint-Protais ;
- no 12 : emplacement de la maison de ville des religieuses de l'abbaye de Maubuisson, reconstruite en 1540 en encorbellement et appelée « couvent des Filles de la Croix[8] ». Située à l'angle de la rue du Grenier-sur-l'Eau, Cette maison à colombages accueille de nos jours une auberge de jeunesse[9] ;
- nos 13-15 : maisons construites en 1626 pour la fabrique de la paroisse Saint-Gervais au dessus du « charnier neuf », galerie qui abritait des sépultures particulières jouxtant le cimetière Saint-Gervais. On aperçoit derrière les grilles les arcades de cette galerie et le jardin aménagé après 1945 à l'emplacement de l'ancien cimetière[10] ;
- no 17 : immeuble du XVIIIe siècle construit par l'architecte Jacques Gabriel[11] ;
- nos 18 à 24 : square Couperin.

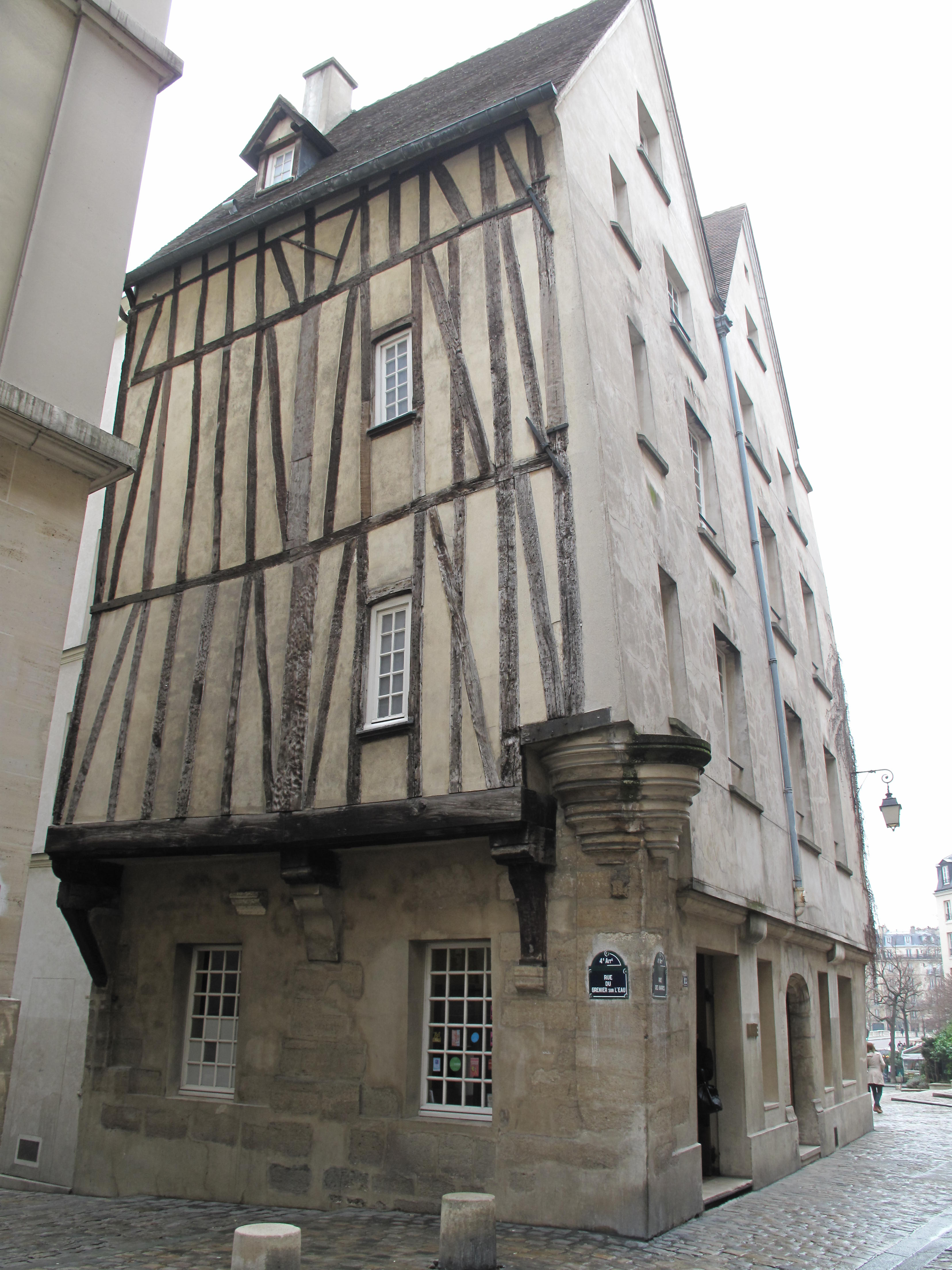
Maison à colombages au no 12.
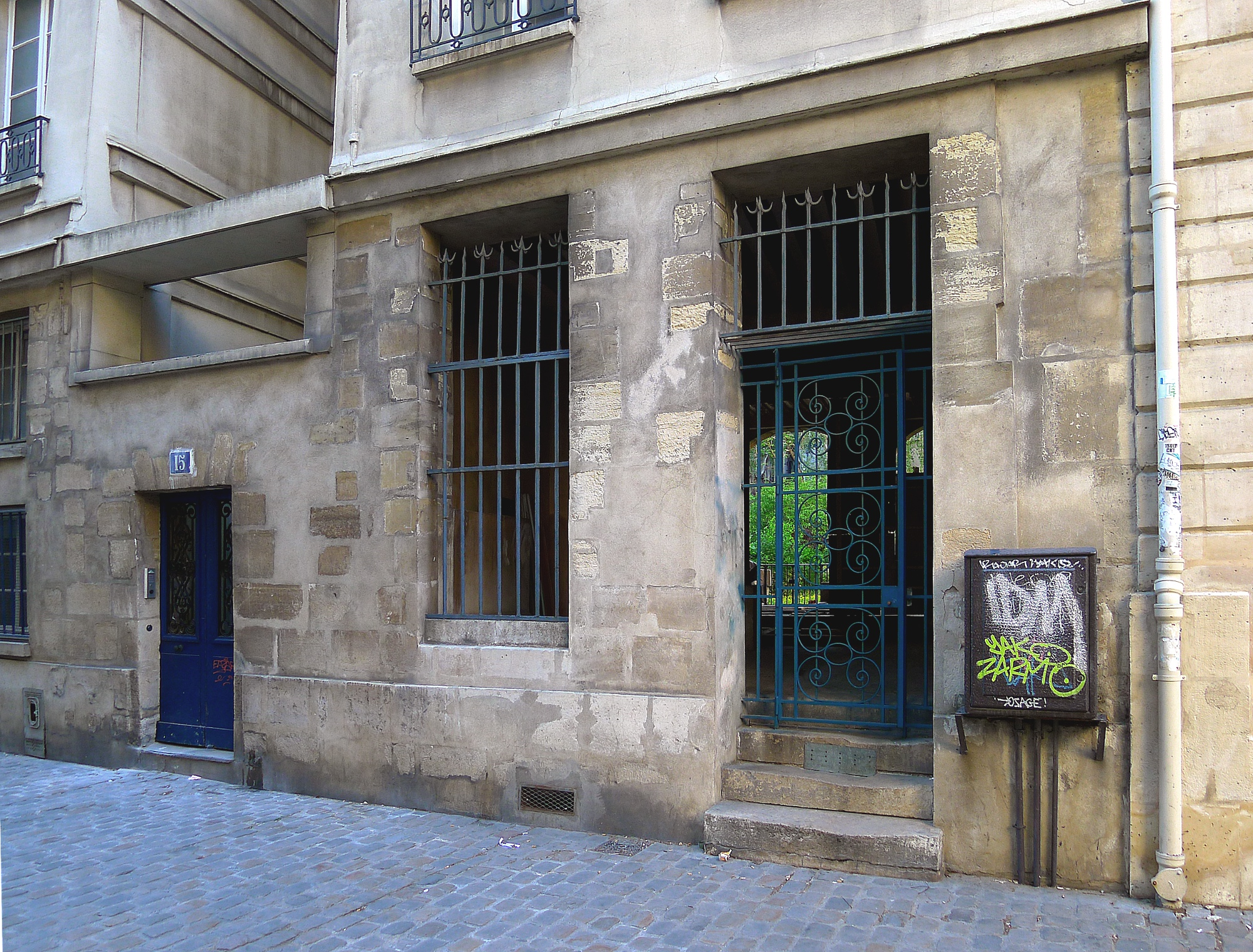
No 15 : maison de 1624[12].
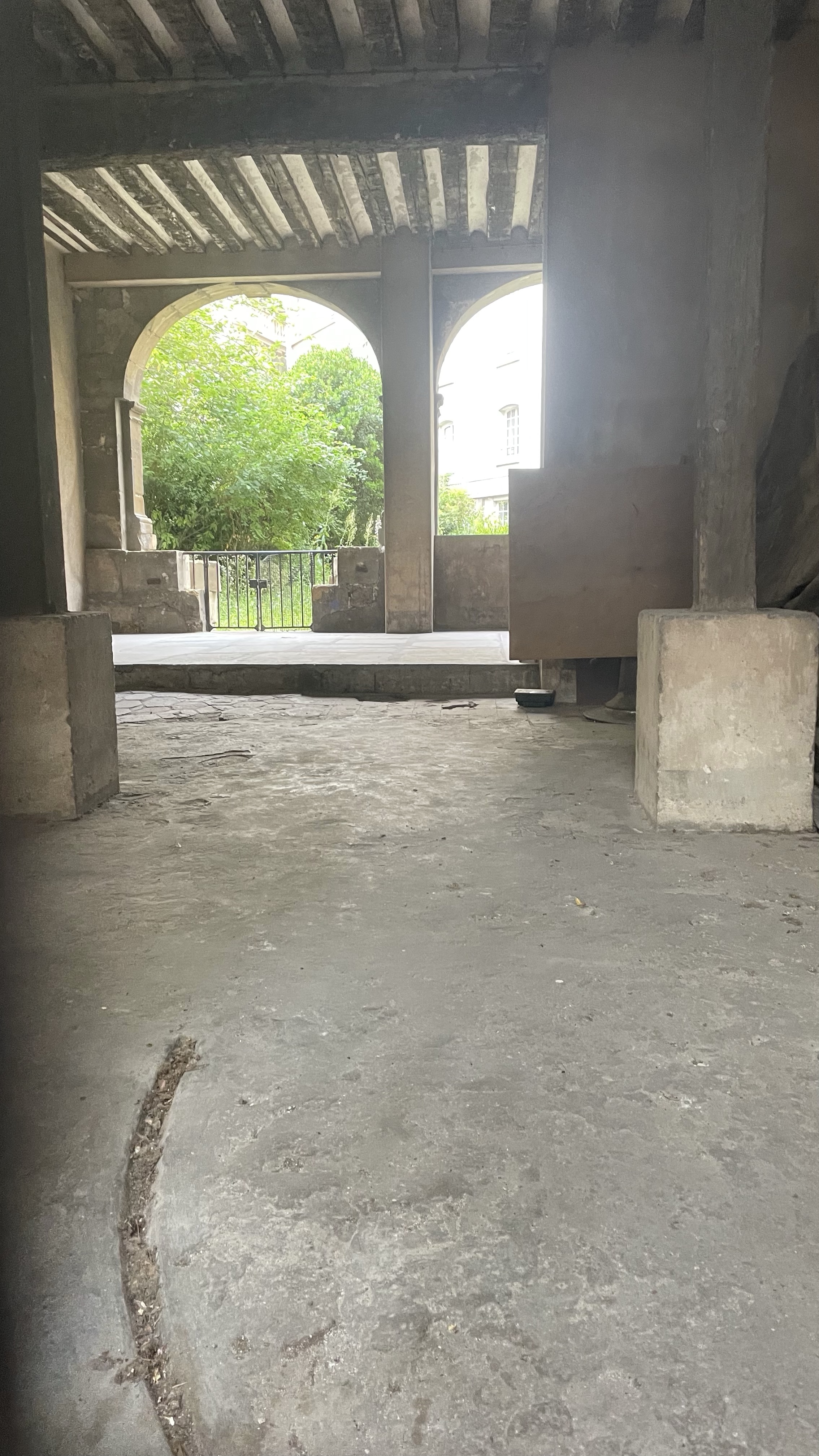
No 15 : galerie d’un ancien charnier.